# Anas crecca
L'alzavola, detta anche alzagola, arzavola o arzagola (Anas crecca Linnaeus, 1758), è un uccello della famiglia degli Anatidi.
È diffusa prevalentemente nelle zone umide del Paleartico, in Europa e Asia settentrionale (dove è specie stanziale o nidificante) oltre che in Nordafrica e Medio Oriente (dove sverna). L'alzavola, con una popolazione stimata di circa 1,24 milioni di esemplari, è stata classificata come a rischio minimo nel 2020 da BirdLife International per la regione europea.

## Descrizione

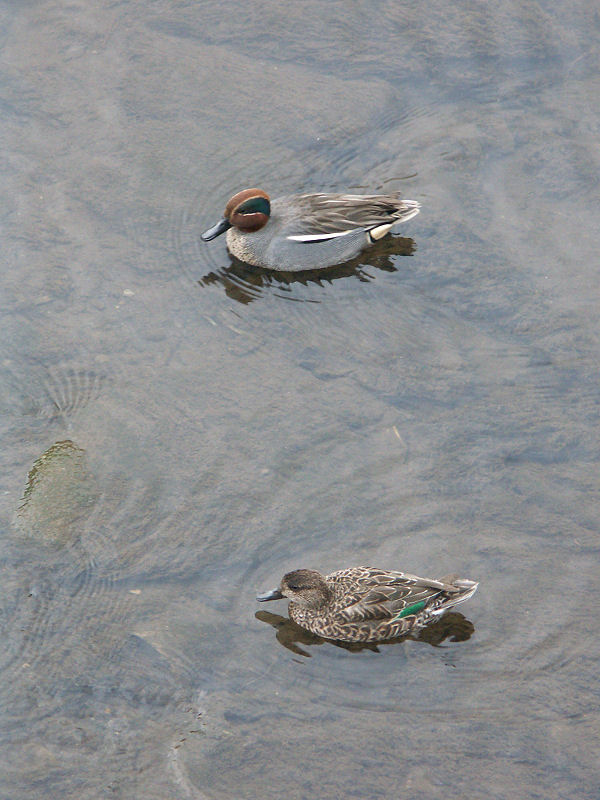
Maschio (in alto) e femmina (in basso) di alzavola col piumaggio nuziale.

L'alzavola è considerata la più piccola anatra europea, con una lunghezza di circa 34-38 centimetri e un'apertura alare di 58-64 centimetri; il peso può variare da 250 a 430 grammi. La femmina è normalmente poco più piccola del maschio.
Presenta dimorfismo sessuale: il maschio ha una testa color castano-rossiccio con una fascia color foglia di tè (la cui traduzione inglese, teal, deriva proprio dall'alzavola) bordata da una linea bianco crema che si distende dall'occhio alla nuca; dorso e fianchi sono vermicolati di color grigio mentre l'addome è bianco. La femmina ha un piumaggio brunastro macchiato di scuro, simile all'abito eclissale del maschio e alla femmina del più comune germano reale. Entrambi presentano un becco grigiastro-nerastro con zampe palmate grigiastre e uno specchio alare verde smeraldo, considerato tra i principali elementi identificativi dell'alzavola, soprattutto quando è in volo.

## Biologia

### Alimentazione
La sua alimentazione è molto varia e include specialmente semi di piante acquatiche, insetti, molluschi e crostacei. Viene considerata un'anatra di superficie, in quanto è capace di cibarsi senza doversi immergere completamente sott'acqua.

### Voce
Il canto è un guit, guit ripetuto molte volte, lo fa solo il maschio.

### Riproduzione

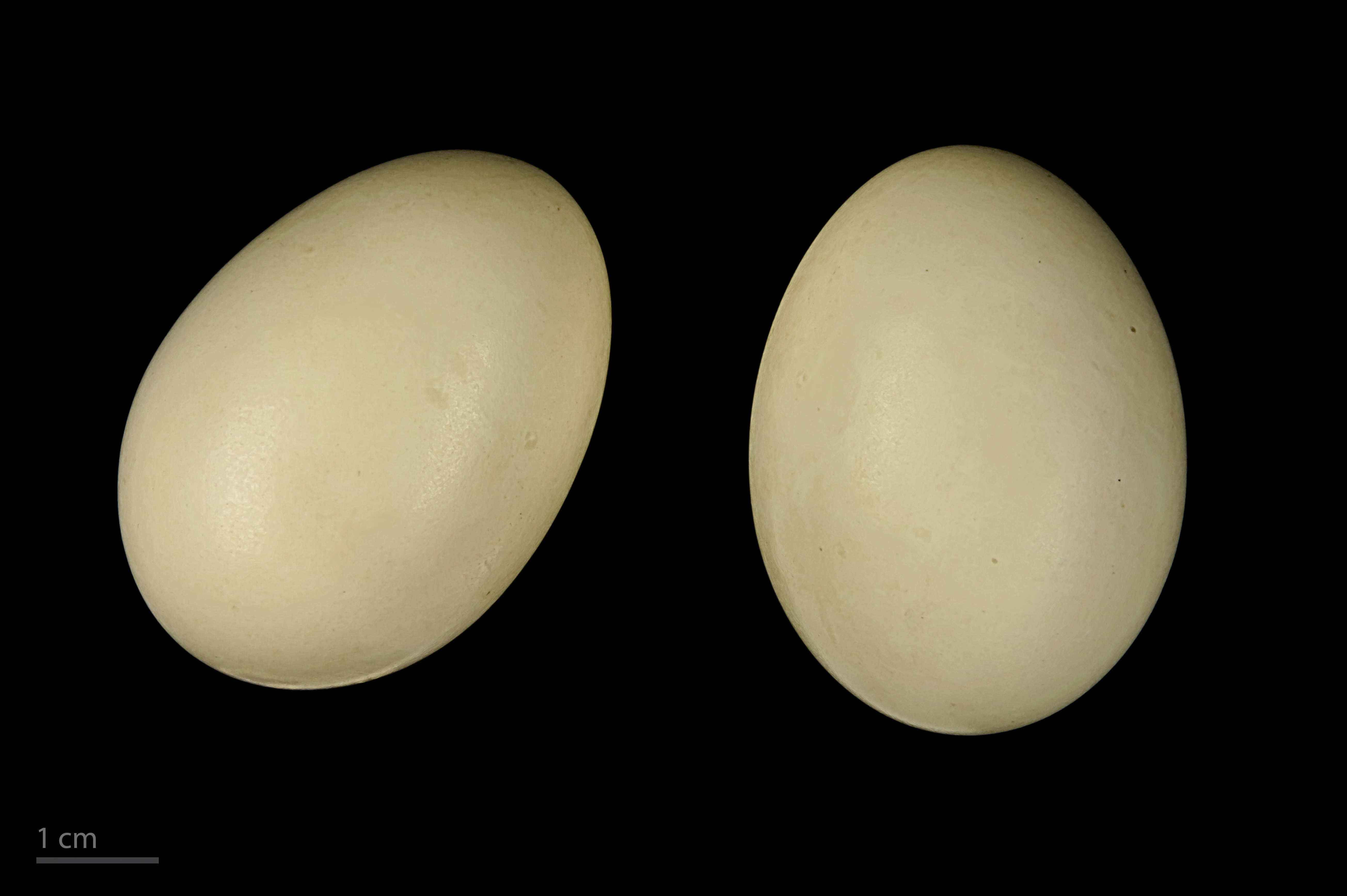
Due uova di Anas crecca

L'alzavola nidifica in primavera in aree limitrofe all'acqua e ad una fitta vegetazione. la coppia costruisce un nido sul terreno, prossimo all'acqua coperto da rami o vegetazione varia.
Depone da sette a dodici uova di colore giallo - verde.
- Dimensioni delle uova: 4,5 x 3,4 cm
- Numero di uova per covata: 7-12

## Distribuzione e habitat
Frequenta zone umide, anche di piccole dimensioni con bassi fondali come paludi, torbiere, risaie, stagni, laghi, lagune, saline e fiumi a lento scorrimento, sebbene al di fuori del periodo di riproduzione può essere avvistata anche in aree più ampie come coste, grandi fiumi, laghi artificiali e vasche di fitodepurazione; predilige acque eutrofiche ma è stata avvistata anche in specchi d'acqua neutri o leggermente acidi.
È specie nidificante (talvolta stanziale) in gran parte dell'Europa, soprattutto in Scandinavia e Russia, in Asia settentrionale e nel Caucaso mentre sverna abitualmente in Europa meridionale, Nordafrica, Medio Oriente e Sud-est asiatico.
In Italia è specie svernante ma anche parzialmente stanziale e nidificante, con alcune coppie concentrate prevalentemente sulla costa adriatica settentrionale e nella Pianura Padana.
In Spagna e Portogallo è prevalentemente svernante, con alcune coppie stanziali e nidificanti registrate in alcune aree della penisola iberica.

## Sistematica
Sono note 2 sottospecie:
- Anas crecca crecca
- Anas crecca nimia

L'alzavola americana, in passato classificata come Anas crecca carolinensis, è attualmente considerata una specie a sé stante.

## Conservazione
L'Unione internazionale per la conservazione della natura (IUCN) ha classificato l'alzavola come specie a rischio minimo nell'areale europeo mentre in Italia è considerata in pericolo secondo il criterio D, ovvero per distribuzione ristretta e popolazione ridotta; nello stesso paese la specie è cacciabile ai sensi dell'articolo 18 della legge 11 febbraio 1992, n. 157 ed è considerata adatta al consumo culinario.